# 18163 Jennalewis
18163 Jennalewis (2000 PF16) là một tiểu hành tinh vành đai chính được phát hiện ngày 1 tháng 8 năm 2000 bởi nhóm nghiên cứu tiểu hành tinh gần Trái Đất phòng thí nghiệm Lincoln ở Socorro.